# Teixeira (Baião)
Teixeira é uma povoação portuguesa do Município de Baião que foi sede da extinta Freguesia de Teixeira, freguesia que tinha 21,57 km² de área e 595 habitantes (2011), e, por isso, uma densidade populacional de 27,6 hab/km².
A Freguesia de Teixeira foi extinta em 2013, no âmbito de uma reforma administrativa nacional, tendo sido agregada à Freguesia de Teixeiró, para formar uma nova freguesia denominada União das Freguesias de Teixeira e Teixeiró da qual é sede.
Foi vila e sede de concelho entre 1514 e 1836. Este era constituído apenas pela freguesia da sede e tinha, em 1801, 931 habitantes.
Nesta freguesia é produzido o famoso Biscoito da Teixeira vendido nas romarias do Norte de Portugal.

## População
| População da freguesia de Teixeira | População da freguesia de Teixeira | População da freguesia de Teixeira | População da freguesia de Teixeira | População da freguesia de Teixeira | População da freguesia de Teixeira | População da freguesia de Teixeira | População da freguesia de Teixeira | População da freguesia de Teixeira | População da freguesia de Teixeira | População da freguesia de Teixeira | População da freguesia de Teixeira | População da freguesia de Teixeira | População da freguesia de Teixeira | População da freguesia de Teixeira |
| ---------------------------------- | ---------------------------------- | ---------------------------------- | ---------------------------------- | ---------------------------------- | ---------------------------------- | ---------------------------------- | ---------------------------------- | ---------------------------------- | ---------------------------------- | ---------------------------------- | ---------------------------------- | ---------------------------------- | ---------------------------------- | ---------------------------------- |
| 1864                               | 1878                               | 1890                               | 1900                               | 1911                               | 1920                               | 1930                               | 1940                               | 1950                               | 1960                               | 1970                               | 1981                               | 1991                               | 2001                               | 2011                               |
| 1 115                              | 1 379                              | 1 366                              | 1 361                              | 1 436                              | 1 364                              | 1 368                              | 1 482                              | 1 561                              | 1 407                              | 1 430                              | 1 346                              | 1 116                              | 874                                | 595                                |

| Distribuição da População por Grupos Etários | Distribuição da População por Grupos Etários | Distribuição da População por Grupos Etários | Distribuição da População por Grupos Etários | Distribuição da População por Grupos Etários | Distribuição da População por Grupos Etários | Distribuição da População por Grupos Etários | Distribuição da População por Grupos Etários | Distribuição da População por Grupos Etários | Distribuição da População por Grupos Etários |
| -------------------------------------------- | -------------------------------------------- | -------------------------------------------- | -------------------------------------------- | -------------------------------------------- | -------------------------------------------- | -------------------------------------------- | -------------------------------------------- | -------------------------------------------- | -------------------------------------------- |
| Ano                                          | 0-14 Anos                                    | 15-24 Anos                                   | 25-64 Anos                                   | > 65 Anos                                    |                                              | 0-14 Anos                                    | 15-24 Anos                                   | 25-64 Anos                                   | > 65 Anos                                    |
| 2001                                         | 142                                          | 147                                          | 408                                          | 177                                          |                                              | 16,2%                                        | 16,8%                                        | 46,7%                                        | 20,3%                                        |
| 2011                                         | 70                                           | 66                                           | 288                                          | 171                                          |                                              | 11,8%                                        | 11,1%                                        | 48,4%                                        | 28,7%                                        |

## Património
- Pelourinho de Rua;
- Capela de Nossa Senhora do Socorro (Várzea);
- Capela de Nossa Senhora dos Remédios (Gavinho);
- Capela de Nossa Senhora da Serra (Marão);
- Capela de Nossa Senhora da Guia (Ordem);
- Capela de Teixeira;
- Capela de São Gonçalo (Mafómedes);
- Capela de São Lourenço (Prieira);
- Capela de Sobradelo;
- Cemitério de Teixeira;
- Minas do Teixo;
- Igreja de São Pedro;
- Rio Teixeira.

## Localidades
- Gavinho;
- Hospital;
- Lenteiro;
- Mafómedes;
- Ordem;
- Padrões;
- Petada;
- Prieira;
- Rua;
- Sacões;
- Sobradelo;
- Várzea;
- Vila Maior;
- Vilarelho.